# ペンタプリズム

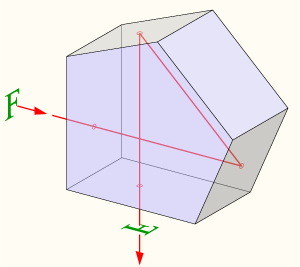
ペンタプリズム模式図

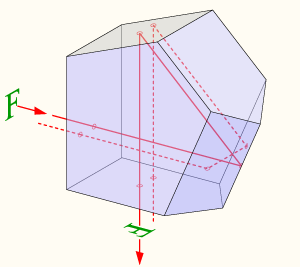
ペンタダハプリズム模式図

ペンタプリズム（Pentaprism）は、一眼レフカメラのファインダーに用いられる5角柱形で7面体のプリズム（右上模式図）。名称は「五角形（Pentagon ）のプリズム」の意味。カメラ本体の上部中央に設計される場合が多い。 
ミラーで鉛直方向に反射された光を2回反射させて接眼レンズに導く。一眼レフカメラに使用されているものは、厳密にはペンタゴナルダハプリズムといい、5角柱の側面の一つをダハ面（直角に交わる2面に分割したもの）とし、左右方向を反転させる機能も持っている。この場合、形状は8面体となりプリズム内では3回の反射が行われる。（右下模式図）
写真レンズを通じて得られる画像は上下左右が反転した倒立像であり、これを正立正像に復元するためには、上下方向と左右方向共に1回ずつ、計2回反射させる必要がある。一眼レフカメラにおいてはレンズ後部のミラーにおいて1回上下反射を行い、ペンタプリズムで左右に1回、角度合わせのためさらに上下反射を2回行う。これによりファインダー内の画像は、上下左右とも正しい正立正像を得ることができる。
プリズムの反射面はアルミニウムや銀でメッキまたは蒸着加工されている。
世界最初のペンタプリズム式一眼レフカメラは東ドイツ・ドレスデンのツァイス・イコンが製造したコンタックスS（1948年）である。この後継機は西側諸国でコンタックスのブランドが使用できなくなったのを機会にペンタプリズムを装備したコンタックスとの意から「ペンタコン」シリーズとなり、また後にペンタコンはメーカー名にもなった。
旭光学工業（現 リコーイメージング）が当初製品名、続いてブランド名として用いている「PENTAX」もこのペンタプリズムに由来する。

## ペンタミラー
ペンタミラーとは、ペンタプリズムと同じ原理に基づくが、プリズムの代わりに鏡でできた装置。メーカーによってダハミラー、ミラーペンタとも。プリズムとの違いは、プリズムが像を一回転させるのに対し、鏡で2回平行反射させる。
ペンタプリズムと比較して、
長所
プリズムが光学レンズさながらの精度、品質を要求するのに比べ製造の要求精度が低い
中実となるプリズムに比べ中空となるので軽量化が容易
短所
光学的距離が伸びてしまいファインダー像が暗く、遠い（小さい）
単一部品であるプリズムに対し複数部品であることが多いため後々の光軸のずれが生じやすい
特に手動でのピント合わせではファインダー像の視認性がきわめて重要であるため、高級機種やマニュアルフォーカス一眼レフカメラに用いられることは稀である。エントリークラスのオートフォーカス一眼レフカメラ等、低価格化と軽量化を重視した製品では比較的よく用いられている。